# Under the Greenwood Tree (film 1918)
Under the Greenwood Tree è un film muto del 1918 diretto da Émile Chautard.
La sceneggiatura di Adrian Gil-Spear è basata sul lavoro teatrale Under the Greenwood Tree di H. V. Esmond andato in scena a Broadway al Garrick Theatre il 25 dicembre 1907.

## Trama
Mary Hamilton è una ricca ereditiera, romantica e sentimentale. Volendo sfuggire ai cacciatori di dote, si rifugia insieme a Peggy, la sua segretaria, in mezzo ai boschi per aggregarsi a un gruppo di gitani. Uno dei suoi pretendenti, sir Kenneth Graham, la segue travestito come uno zingaro ma viene catturato e messo in carcere da Jack Hutton, il proprietario della tenuta, che vuole liberarsi di tutti gli zingari e anche di Mary, che lui crede un'appartenente alla tribù. Ma, quando vede la giovane nuotare nel laghetto illuminato dalla luna, si innamora di lei. Mary lo invita a una cena romantica. Quando lui se ne sta andando, un gruppo di zingari prende la ragazza, la lega a un albero e le ruba il carro. Jack cerca di intervenire, ma viene picchiato e lasciato svenuto. Sir Kenneth, che è stato liberato dalla prigione, arriva sulla scena insieme a Peggy. I due, sempre vestiti da zingari, slegano Mary e poi se ne vanno per andare a sposarsi. Mary, che ora può prendersi cura di Jack rimasto ferito, gli rivela la sua vera identità, cioè quella di essere una ricchissima ereditiera e accetta di sposarlo.

## Produzione
Il film fu prodotto dalla Famous Players-Lasky Corporation

## Distribuzione
Distribuito dall'Artcraft Pictures Corporation e dalla Famous Players-Lasky Corporation, il film - presentato da Adolph Zukor - uscì nelle sale cinematografiche USA l'8 dicembre 1918.